# 1187
1187 (MCLXXXVII) var ett normalår som började en torsdag i den julianska kalendern.

## Händelser

### Juli
- 14 juli eller 12 augusti – Slaget vid Sigtuna utkämpas, när estniska sjörövare plundrar och bränner staden. I striden dödas den svenske ärkebiskopen Johannes och Petrus utses till ny svensk ärkebiskop.

### September
- 20 september – Belägringen av Jerusalem inleds då staden omringas av egyptiska styrkor under Saladin.

### Oktober
- 2 oktober – Belägringen av Jerusalem avslutas med seger för Saladin. Jerusalem erövras av Egypten och en stor del av stadens innevånare säljs som slavar.
- 25 oktober – Sedan Urban III har avlidit en vecka tidigare väljs Alberto de Morra till påve och tar namnet Gregorius VIII. Denne avlider dock själv två månader senare.

### December
- 19 december – Sedan Gregorius VIII har avlidit två dagar tidigare, efter endast två månader på påvestolen, väljs Paolo Scolari till påve och tar namnet Clemens III.

### Okänt datum
- Tredje korståget inleds efter förlusten mot Saladin i slaget vid Hattin då nästan hela kungariket Jerusalem förlorades.

## Födda
- 5 september – Ludvig VIII, kung av Frankrike 1223–1226
- Alice av Armenien, regerande vasall av Tolon.

## Avlidna
- 4 juli – Reynald av Châtillon, greve i kungariket Jerusalem.
- 14 juli eller 12 augusti – Johannes, svensk ärkebiskop sedan 1185.
- 20 oktober – Urban III, född Uberto Crivelli, påve sedan 1185.
- 17 december – Gregorius VIII, född Alberto de Morra, påve sedan 25 oktober detta år.